# 나탈리야 쿠주티나
나탈리야 유리예브나 쿠주티나(러시아어: Ната́лья Ю́рьевна Кузю́тина, 1989년 5월 8일~)는 러시아의 유도 선수이다. 2016년 하계 올림픽 여자 하프라이트급에서 동메달을 획득했다. 또한 세계 선수권 대회에서 은메달 1개, 동메달 3개를 획득했으며 유러피언 게임에서 은메달 1개, 동메달 1개, 유럽 선수권 대회에서 금메달 5개, 은메달 2개를 획득했다.